# Dioxathion
Dioxathion (ISO-naam) is een organische thiofosfaatverbinding, gebruikt als pesticide, meer bepaald als insecticide, miticide en acaricide. Het is een stroperige, roodbruine vloeistof, die voorkomt als een mengsel van cis- en trans-isomeren. Het werd in 1955 gepatenteerd door Hercules Powder Co. Handelnamen van bestrijdingsmiddelen op basis van dioxathion zijn Delnav (Hercules Powder Co.), Deltic en Navadel. Inmiddels wordt het door de WHO beschouwd als een verouderd pesticide, en is het in vele landen niet meer toegelaten of aan beperkingen onderhevig.

## Toepassing
Dioxathion was bedoeld voor de bestrijding van teken, mijten en vliegen op vee (koeien, geiten, schapen, varkens, ...). De behandeling gebeurde door onderdompeling of via verstuiving. Het werd ook gebruikt tegen insecten en mijten op citrusfruit, boomfruit (appel, peer, pruim, ...) of noten. In de Verenigde Staten is het (in de vorm van het product Deltic) beperkt toegelaten (geweest) voor gebruik tegen vlooien, teken en mijten in hondenkennels, op speelpleinen, gazons en dergelijke meer.

## Europese Unie
Het gebruik van dioxathion als pesticide is door de Europese Unie niet toegelaten. EU-lidstaten moesten eventuele toelatingen uiterlijk op 25 juli 2003 intrekken.

## Toxicologie en veiligheid
Dioxathion is een zeer toxische stof. De stof kan effecten hebben op het zenuwstelsel, met als gevolg stuiptrekkingen en ademhalingsfalen. Het is een cholinesteraseremmer. Blootstelling aan hoge doses kan de dood veroorzaken.
Dioxathion is niet carcinogeen gebleken bij proeven op dieren. De stof is zeer giftig voor waterorganismen.